# まんじゅうこわい
まんじゅうこわいは、古典落語の演目の一つ。『寿限無』『目黒のさんま』などとともに、広く知られた噺。

## 概要

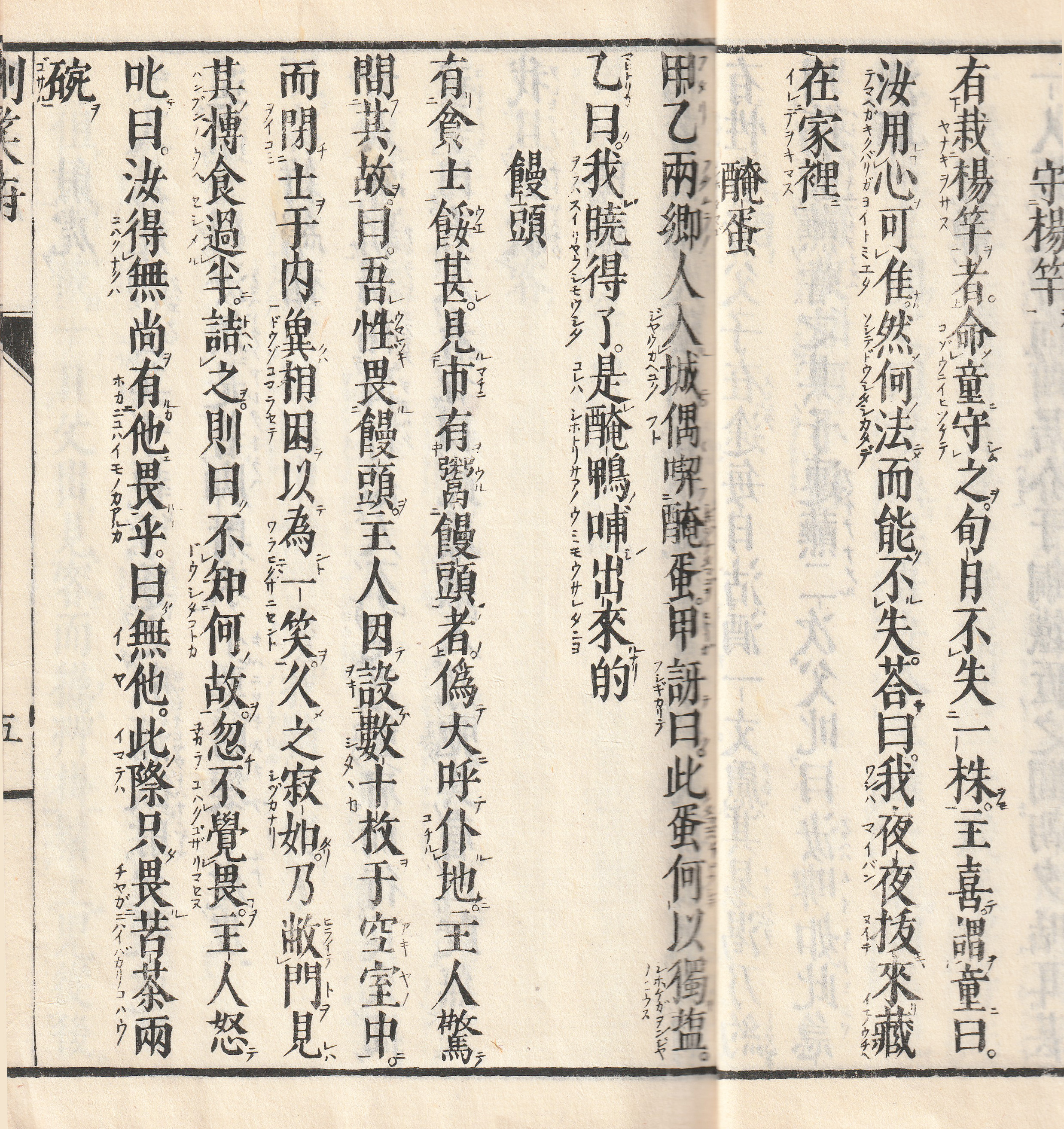
1776年（安永5年）刊風来山人編『刪笑府』より「まんじゅうこわい」の原話の部分

直接の原話は1768年（明和5年）に出版された笑話集『笑府』の訳本からと見られるが、中国における似た笑話は宋代の葉夢得の随筆『避暑録話』や明代の謝肇淛『五雑組』にもある。日本の小咄・軽口集では他に1662年（寛文2年）刊の『為愚痴物語』に御伽衆・野間藤六のエピソードとして登場するほか、1776年（安永5年）刊の『一の富』、1779年（安永8年）刊の『気のくすり』、1797年（寛政9年）刊の『詞葉の花』に同型のものがある。
東京では若手が鍛錬のために演じるいわゆる「前座噺」のひとつとされるが、5代目柳家小さん、3代目桂三木助らは晩年まで得意ネタとして長く演じた。
上方では4代目桂米團治が演じていたものが3代目桂米朝、3代目桂米之助、6代目笑福亭松鶴に伝わった。その後は多くの噺家が演じている。

### 原話
馮夢竜（ふう むりゅう〈むりょう、ぼうりゅう〉、1574年 - 1645年）の『笑府』巻十二による。
腹をすかせた貧乏人が饅頭（マントウ。蒸しパンのような食品。中に具が入っておらず、日本のまんじゅうとは異なる）の店の前で突然倒れる。店の主人が訳を尋ねると、男はマントウが怖いという。主人は男を困らせてやろうとマントウをたくさん入れた部屋に閉じ込めた。男はマントウをたいらげ、怒った主人に今度はお茶が怖いと言う。

## あらすじ

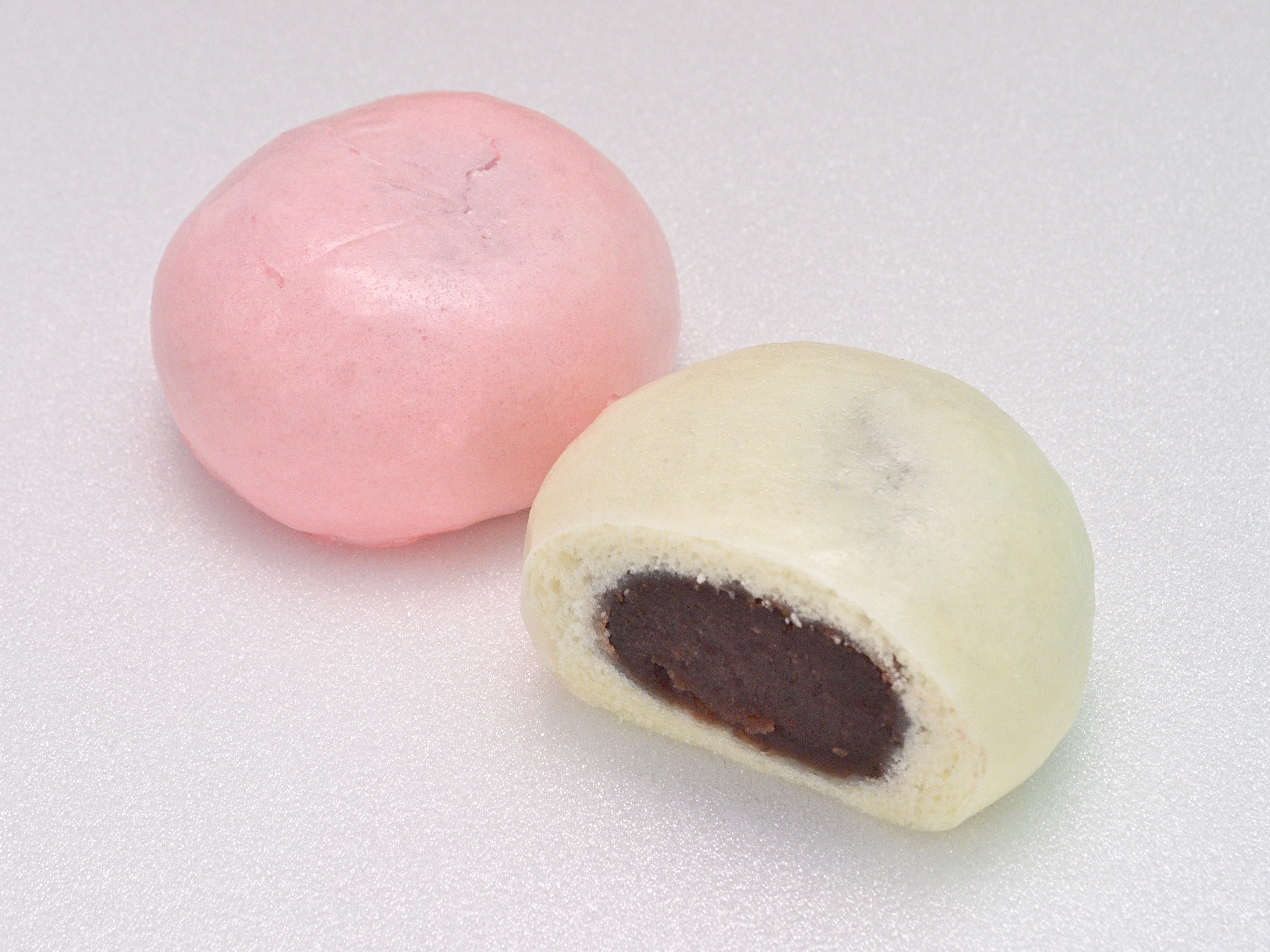
饅頭

暇をもてあました長屋の若者が数名集まり、それぞれ嫌いなもの、怖いものを言いあっている。「幽霊」「クモ」「ヘビ」「コウモリ」「毛虫」「アリ」と言い合う中にひとり、「いい若い者がくだらないものを怖がるとは情けない。世の中に怖いものなどあるものか」とうそぶく男がいる。他の男が「本当に怖いものはないのか」と聞くと、うそぶいていた男はしぶしぶ「本当はある」と白状する。「では、何が嫌いなのか」と念を押され、男は小声で「まんじゅう」とつぶやく。男はその後、「まんじゅうの話をしているだけで気分が悪くなった」と言い出し、隣の部屋で（あるいは、自分の長屋へ帰って）寝てしまう。
残った男たちは「あいつは気に食わないから、まんじゅう攻めにして脅してやろう」と、金を出し合い、まんじゅうをたくさん買いこんでお盆に山盛りし、男の寝ている部屋へ運び込む。目覚めた男はまんじゅうを見て声を上げ、ひどく狼狽してみせながらも、「こんな怖いものは食べてしまって、なくしてしまおう」「うますぎて、怖い」などと言ってまんじゅうを全部食べてしまう。一部始終をのぞいて見ていた男たちは、男にだまされていたことに気付く。怒った男たちが男をなじり、「お前が本当に怖いものは何だ!」と聞くと、「このへんで、熱いお茶が1杯怖い」と答えて終わる。